# Sajf II ibn Sultan
Sajf II ibn Sultan – władca (imam) Omanu w latach 1728–1743.
Panował w momencie największej ekspansji terytorialnej Omanu, który władał wschodnim wybrzeżem Afryki, okupując Zanzibar, Mogadiszu i Mombasę.
Jednak około 1740 autorytet imama osłabł, co spowodowało wybuch zamieszek w kraju. Zamieszki wykorzystali Persowie, którzy zajęli kraj i okupowali go, aż Ahmad ibn Sa’id z nowej dynastii Al Busa’id wygnał ich z Omanu w 1743 roku.
Sultan III ibn Murszid ibn Adi był w latach 1742–1743 koregentem.